# The Merry Wives of Windsor (film, 1910)
The Merry Wives of Windsor est un film muet américain réalisé par Francis Boggs et sorti en 1910.

## Fiche technique
- Réalisation : Francis Boggs
- Scénario : d'après la pièce de William Shakespeare
- Production : William Selig
- Date de sortie :  États-Unis : 24 novembre 1910

## Distribution
- Kathlyn Williams : Mrs Ford
- Margarita Fischer : Mrs Page